# Вьетнамско-новозеландские отношения
Вьетнамско-новозеландские отношения — двусторонние дипломатические отношения между Вьетнамом и Новой Зеландией. Новая Зеландия имеет посольство в Ханое и генеральное консульство в Хошимине. Вьетнам имеет посольство в Веллингтоне.

## История
Дипломатические отношения были установлены в 1975 году. Новая Зеландия была одной из первых стран, которая установила дипломатические связи с вновь объединённым Вьетнамом.

### Участие Новой Зеландии во Вьетнамской войне
Новая Зеландия участвовала во Вьетнамской войне. Новая Зеландия прислала 3000 единиц военного и гражданского персонала.

## Официальные визиты
В 2013 году Вьетнамский министр обороны, генерал Фунг Куанг Тхань прибыл в Новую Зеландию и встретился с министром обороны Джонатоном Колманом и министром иностранных дел Мюрреем Маккалли.

## Торговля
В ноябре 2015 года Вьетнам стал для Новой Зеландии самым быстрорастущим экспортным рынком и 19-м крупнейшим экспортным рынком. Это привело к заключению соглашений в области авиации, здравоохранения и образования между двумя странами.

## Миграция
Новая Зеландия имеет относительно маленькую вьетнамскую диаспору из 6000 человек, которая состоит из беженцев, экономических эмигрантов и студентов.